# Rahel Hutmacher
Rahel Hutmacher (* 14. September 1944 in Lausanne) ist eine Schweizer Schriftstellerin.

## Leben
Rahel Hutmacher absolvierte eine Ausbildung zur Bibliothekarin und leitete anschliessend von 1966 bis 1971 eine Bibliothek in Zürich. Von 1971 bis 1975 studierte sie Psychologie. Danach praktizierte sie als Psychotherapeutin in Zürich und ab 1977 zeitweise in Düsseldorf; ausserdem wirkte sie als Dozentin für psychologische Gesprächsführung und Supervision.
Neben ihrer Tätigkeit als Psychologin veröffentlichte sie in den 1980er Jahren mehrere Bände mit Prosatexten.
Rahel Hutmacher lebte lange in Zürich-Höngg. Heute wohnt sie in Zollikon.

## Auszeichnungen
- 1980: Anerkennungspreis der Stadt Zürich
- 1980: Förderpreis des Landes Nordrhein-Westfalen für junge Künstlerinnen und Künstler
- 1981: Förderpreis zum Rauriser Literaturpreis

## Werke
- Wettergarten. Geschichten. Luchterhand, Darmstadt 1980, ISBN 3-472-86516-4.
- Dona. Geschichten. Luchterhand, Darmstadt 1982, ISBN 3-472-86543-1.
  - Dona. Wettergarten. Fischer Taschenbuch, Frankfurt 1984, ISBN 3-596-25391-8.
- Tochter. Luchterhand, Darmstadt 1983, ISBN 3-472-86568-7; Taschenbuch ebd. 1987, ISBN 3-472-61779-9.
- Wildleute. Luchterhand, Darmstadt 1986, ISBN 3-472-86630-6.